# Huelgas en Uruguay
La historia de las Huelgas en Uruguay está estrechamente vinculada a la formación y el desarrollo del movimiento sindical uruguayo, y su relación con las patronales.

## Comienzos y fortalecimiento
El primer sindicato, la Liga de Tipógrafos de Montevideo, se constituyó en 1865, y tuvo características de modernidad que lo diferenciaron claramente de los gremios de tradición mercantilista que actuaron en la época colonial y en los primeros años de la independencia. No hay constancia de huelgas importantes hasta muchos años después; los sindicatos eran débiles y escasos y el derecho de huelga no estaba reconocido. 
La primera parece haber sido la de los mineros en la zona del arroyo Cuñapirú, en el departamento de Rivera, en 1880. Dos años más tarde hubo conflictos con detención del trabajo en Paysandú (obreros portuarios) y en Montevideo (empleados de los hospitales). En 1884 se produjo la huelga de las fideerías, primera que no afectó a una empresa en particular, sino a todo el gremio. En 1888 hubo una importante huelga del sector gráfico, primera que –dadas las características de la actividad– impactó en las clases media y alta de la población. En 1895 el movimiento sindical ya se mostraba muy activo, y hubo huelgas en la industria del calzado, en la construcción y en el transporte, gremio éste que se mantuvo en conflicto durante todo el año siguiente. En 1901 se suscitaron en Montevideo tres huelgas de considerable extensión: la del gremio del transporte, la de los empleados de molinos y fideerías y la de los obreros que trabajaban en la ampliación del Puerto de Montevideo. Estos conflictos estaban fundamentados por la falta de protección legal a los trabajadores, por las jornadas de hasta 16 horas y los magros salarios, que obligaban a trabajar a toda la familia, incluidos los niños. Los empleados de los tranvías que se levantaron en huelga en 1901 reivindicaban una jornada de 12 horas, todo un síntoma de la situación. En ese tiempo, además, y por muchos años,  el huelguista se jugaba mucho, pues la represión era fuerte y el despido seguro.

## El Batllismo y las huelgas
El comisario Jorge West, jefe de policía de Montevideo en tiempos de la presidencia de Claudio Williman (1907 – 1911), ganó celebridad por su violenta represión de las huelgas; en 1908 disolvió –como simple medida policial– el sindicato de los ferroviarios y envió rompehuelgas a varios conflictos. El Batllismo cambió esencialmente aquellas reglas del juego; se creó una legislación social avanzada, producto de una corriente de opinión favorable a la intervención legislativa directa, que garantizó el derecho de huelga (incluso antes de que esa garantía alcanzase rango constitucional) y las crónicas de la época hablan de José Batlle y Ordóñez asomado al balcón de la casa presidencial saludando a obreros en huelga y animándolos a continuar con su reivindicación. La realidad no siempre fue halagüeña, desde luego; en 1912 pararon los enfermeros de los hospitales públicos, y el Batllismo se puso en contra y objetó el derecho de los funcionarios públicos a la huelga; en 1914 la paralización del trabajo de los picapedreros de las canteras de Conchillas, departamento de Colonia, fue violentamente reprimida por la policía, con el saldo de un muerto, bajo el gobierno del propio Batlle y Ordóñez, y en marzo de 1920, gobierno de Baltasar Brum, se produjo la huelga de los repartidores de diarios (los canillitas), que reclamaban un día de descanso por semana. Este conflicto afectó a todas las publicaciones, pero fue El Día, el diario batllista por excelencia, el más duro en la condena; como consecuencia de ello los canillitas decretaron un boicot contra El Día y fueron drásticamente reprimidos, pese a que en su mayoría eran menores de edad. El enfrentamiento se extendió y algunos gremialistas se solidarizaron con los vendedores de periódicos, protestando por la intervención de rompehuelgas (en general policías, según denunció la oposición). La represión fue muy violenta y murió un conductor de tranvías de 18 años; el conflicto finalizó con una derrota de los canillitas.
Producto de la intervención legislativa, respecto a la cuestión social fomentada por el crecimiento migratorio de españoles e italianos, y en menor medida franceses vascos, se vislumbran una serie de leyes destacables y vigentes al día de hoy, en tal sentido encontramos la ley 5.032 de previsión de accidentes laborales, la ley 5.350 de limitación de la jornada laboral a ocho horas, ley 6.108 sobre sillas para personal fenenino, ley 7.318 de descanso semanal, entre otras.

## Década de 1920 y gobierno de Gabriel Terra
A medida que se fueron construyendo las centrales sindicales las huelgas se hicieron más generales y adquirieron a veces un carácter definidamente político; un gremio en conflicto con una determinada empresa solía arrastran consigo a todos los trabajadores del ramo y, a veces, a todo el movimiento obrero. Motivo de constante polémica fue  el derecho de huelga de los empleados públicos, siempre cuestionado por quienes ejercían el poder, siempre reivindicado por los sindicatos. En la práctica se registraron muchas huelgas en el sector público. Los intentos de reglamentación del derecho de huelga (estableciendo, por ejemplo, el voto secreto para declararla) fracasaron siempre ante la oposición del movimiento sindical y el propio carácter combativo de los conflictos, esquivos a toda forma de regulación. Durante algún tiempo, y hasta que fue declarado día no laborable, la jornada del 1° de mayo era motivo de una huelga general que alcanzaba a todos los trabajadores sindicalizados, y que en 1923 fue severamente reprimida, con un muerto como resultado. La Constitución de 1934, gestada como consecuencia del golpe de Estado de Gabriel Terra, recogió el derecho de huelga y el gobierno aprobó algunas leyes sociales (licencia por maternidad, ampliación de las causales de indemnización por accidentes de trabajo, ley de licencias anuales), pero esta práctica fue el brazo de una fuerte represión al movimiento sindical que prácticamente impidió la realización de huelgas en ese período.

## Décadas de 1940 y 1950
En 1943, aun bajo la presidencia de Alfredo Baldomir, estalló una huelga de los trabajadores de los frigoríficos en protesta por despidos indiscriminados; en conflicto se extendió a casi todo el gremio. Los años siguientes, de bonanza económica fueron, paradójicamente, de mucha agitación, debido al proceso de organización y fortalecimiento de los sindicatos, lo que los llevó con frecuencia a huelgas de claro corte político, opuestas a los supuestos “sindicatos amarillos” (que juzgaban organizados por las patronales con apoyo del gobierno) y a los intentos de reglamentación sindical, muy fuertes durante el gobierno de Tomás Berreta. En 1947 se desató un grave conflicto que afectó a los ferroviarios y que fue juzgado ilegal por el gobierno (los dirigentes sindicales fueron puestos en prisión). Ese mismo año hubo un gran paro general contra los intentos de limitar el derecho de huelga que perseguía la administración. En 1952 una huelga en ANCAP por despidos considerados abusivos contó con una fuerte solidaridad de otros gremios, y esto determinó que el flamante Consejo Nacional de Gobierno inaugurara su gestión aplicando Medidas Prontas de Seguridad. Ese mismo complejo año (de gran agitación política; reforma constitucional, "plebiscito del vintén", por el costo del boleto, que se había decidió incrementar en dos centésimos para financiar un aumento salarial a los trabajadores del transporte) estalló una huelga de los trabajadores de la salud y otro de los del transporte por no cumplimiento del laudo, por lo que las Medidas Prontas de Seguridad, que habían sido levantadas, se reimplantaron en septiembre. Las huelgas fueron duramente reprimidas, con numerosos dirigentes presos y disolución de entidades gremiales. Esto motivó otro paro general de 24 horas, pero el movimiento sindical, dividido por razones políticas, no logró generar una oposición laboral efectiva a la presión del Consejo Nacional de Gobierno. En 1955 los metalúrgicos lanzaron una huelga y en 1956 paró el gremio de la industria de la carne a partir de una movilización de los obreros de Fray Bentos, que organizaron una marcha hacia Montevideo. En 1957 esa huelga se repitió y se sumó a ella la de los trabajadores arroceros, organizada, entre otros, por el dirigente socialista Raúl Sendic. La acelerada crisis económica establecida por largo tiempo a partir de mediados de la década de 1950 motivó la multiplicación de huelgas y conflictos, impulsados por un movimiento sindical cada vez más fuerte y unido –y politizado, bajo control de las fuerzas de izquierda y el Partido Comunista del Uruguay–; papeleros en 1958, con un gran paro general de apoyo; movilización estudiantil en pro de la Ley Orgánica de la Universidad de la República, fuertemente reprimida y de gran impacto negativo para la imagen del gobierno en Montevideo, etcétera.

## Década de 1960
Durante el gobierno de mayoría nacionalista del período 1959 – 1963 hubo huelgas en UTE, en las industrias tabacalera y de la carne, y el clima social se deterioró notablemente, al tiempo que se volvían activos grupos de ultraderecha y la izquierda radicalizaba sus posturas. En los años inmediatos a la profundización del deterioro económico, con una inflación desatada, la reaparición de la violencia política, la acción de la guerrilla y el clima de efervescencia en América Latina y en todo el mundo dio a las huelgas, dirigidas ahora por la central única CNT (Convención Nacional de Trabajadores), un carácter cada vez más político, más de enfrentamiento a una determinada línea de conducción económica que de reivindicaciones de corte salarial o similares. El lenguaje de los sindicatos cambió radicalmente y comenzó a mimetizarse con los de los partidos políticos de la izquierda; más que de aumento de salarios y leyes sociales hablaban de “oligarquía”, “imperialismo” y “revolución”. El amplio respaldo social que, al menos en el plano estrictamente sindical, recibió esta política se debió en buena medida a la profundización de las dificultades económicas. En 1963 y 1965 volvieron a implantarse las Medidas Prontas de Seguridad ante la agitación política y sindical, y algunos conflictos, como el de los frigoríficos del Cerro de Montevideo en 1966, debieron enfrentar una violenta represión. En noviembre de 1967 el presidente Óscar Gestido afrontó una fuerte agitación sindical que, una vez más, se reprimió echando mano a las Medidas. La política enérgica implantada por Jorge Pacheco Areco a partir de su asunción de la presidencia en diciembre de 1967, tras el fallecimiento de Óscar Gestido, agravó aún más el clima de agitación social. A partir de 1968 el enfrentamiento entre el gobierno y los sindicatos y el movimiento estudiantil polarizó a la sociedad uruguaya. La muerte de algunos estudiantes en manifestaciones y huelgas (Líber Arce, en agosto de 1968; Susana Pintos y Hugo de los Santos poco después, Heber Nieto y otros) contribuyó a crear un clima social de intensa rispidez, que las acciones de los tupamaros de otros grupos de ultraizquierda y ultraderecha no hicieron sino agravar.

## Década de 1970 hasta el presente
Los enfrentamientos no amainaron con las elecciones nacionales de 1971 y la asunción como presidente de Juan María Bordaberry en 1972. Con el golpe de Estado del 27 de junio de 1973 los sindicatos iniciaron una huelga general con ocupación de los lugares de trabajo. La medida estaba prevista para el caso de una ruptura institucional y se aplicó con amplio respaldo de la población trabajadora. Tuvo, desde luego, un carácter definidamente político; duró 15 tensos días, en medio de los cuales hubo una manifestación antigolpista el 9 de julio (que fue reprimida con violencia) y se mantuvieron estériles diálogos con los jerarcas del nuevo gobierno. La huelga fue perdiendo fuerza a medida que avanzaban los días sin vislumbrarse una salida y por fin, ante el hecho consumado de que ya no era respetada, la CNT, ilegalizada, decretó su levantamiento. Durante el largo período autoritario la actividad sindical fue muy restringida; recién en 1983 volvió a celebrarse el 1° de mayo, en un acto multitudinario organizado por una central llamada PIT (Plenario Intersindical de Trabajadores), que tras la restauración democrática pasó a llamarse PIT-CNT. El movimiento sindical fue actor importante durante el proceso de Apertura Democrática. Las tensiones acumuladas durante 12 años de dictadura dieron lugar a una oleada de reivindicaciones y conflictos laborales en 1985 – 1986, que luego amainó considerablemente, aunque la central obrera jamás perdió su identidad y su fuerza habituales en sus reivindicaciones.